# 軍用列車 (映画)
『軍用列車』（ぐんようれっしゃ、原題：Breakheart Pass）は、1975年公開のアメリカ映画である。
ストーリーは、アリステア・マクリーンの小説『軍用列車』（矢野徹訳、早川書房、1975　のち文庫）をマクリーン自身が脚色したものである。撮影は主にアイダホ州のピアースとルーベンスで行われ、列車のシーンはグレート・ウェスタン鉄道の蒸気機関車を使用し、カマス・プレーリー鉄道で撮影された。

## あらすじ
ジフテリアが流行し全滅しかけている兵士の補充要員として、軍を送るために砦に向かっていた、フェアチャイルド知事と姪のマリカ、牧師のピーボディらを乗せた軍用列車が途中ネバダ州のマートルという町に停車した。
保安官のネイサン・ピアースは、砦にカルフーンという犯罪者を引き取りに行くため軍用列車に乗せるように頼んだが断られる。そのころ、町の酒場ではジョン・ディーキンという脱獄犯がいかさまをして騒ぎになっていた。ディーキンが軍需品を爆破させたことを知ったピアースは、ディーキンを砦まで連れて行くために自分も乗せるように言った。砦に向かって出発した列車の中で、医師のモリノーが死亡する。医師の資格を持っていたディーキンによって、モリノーが病気ではなく何者かに殺されたことが判明する。その後、補充要員の兵士が乗る寝台車が意図的に切り離され転覆し全滅させられてしまう。
ディーキンは犯人を捜すために一人で調査を始めた。そして、知事と保安官のピアースらが犯人であること突き止める。ディーキンはクレアモント少佐とマリカに自分は秘密捜査官で、殺されたピーボディは牧師ではなく自分と組んでいた情報局員であることを語った。ジフテリアが流行しているという話も嘘で、カルフーンがホワイトハンドら先住民と組んで砦を押さえており、知事らは盗品の武器を先住民に渡して味方につけ、金銀を盗むつもりだという。少佐とディーキンは、それを阻止するため線路を爆破し列車を止め、少佐が砦の兵士を連れて知事ら一味と先住民相手に戦う。そして少佐とディーキンは勝利し、マリカは父と再会を果たした。

## キャスト
| 役名                  | 俳優                     | 日本語吹替                                                              | 日本語吹替         |
| 役名                  | 俳優                     | TBS版                                                                   | DVD版              |
| --------------------- | ------------------------ | ----------------------------------------------------------------------- | ------------------ |
| ジョン・ディーキン    | チャールズ・ブロンソン   | 森山周一郎                                                              | 大塚周夫           |
| ネイサン・ピアース    | ベン・ジョンソン         | 塩見竜介                                                                | 加藤精三           |
| マリカ                | ジル・アイアランド       | 沢田敏子                                                                | 渡辺美佐           |
| フェアチャイルド知事  | リチャード・クレンナ     | 森川公也                                                                | 谷口節             |
| オブライエン          | チャールズ・ダーニング   | 今西正男                                                                | 岩田安生           |
| モリノー              | デヴィッド・ハドルストン | 藤本譲                                                                  | 岡江修             |
| クレアモント少佐      | エド・ローター           | 日高晤郎                                                                | 金尾哲夫           |
| ピーボディ            | ビル・マッキニー         | 屋良有作                                                                | 内田直哉           |
| ヘンリー              | ジョー・カップ           |                                                                         | 佐々木省三         |
| バンロン              | ロイ・ジェンソン         | 増岡弘                                                                  | 島香裕             |
| ホワイトハンド        | エディ・リトル・スカイ   |                                                                         | 辻親八             |
| カルフーン            | ロバート・テシア         | 長堀芳夫                                                                | 水野龍司           |
| ラファティ            | スコット・ニューマン     |                                                                         | 青木誠             |
| ジェボ                | ダグ・アトキンス         |                                                                         | 大水忠相           |
| ジェーン              | サリー・カークランド     |                                                                         | 若泉絵子           |
| 赤ひげ                | ジョン・ミッチャム       | 長堀芳夫                                                                | 武虎               |
| カルロス              | アーチー・ムーア         |                                                                         |                    |
| その他                |                          | 宮村義人 広瀬正志 池まさみ 中村秀利 幹本雄之 山本敏之 政宗一成 友生隆之 |                    |
| 日本語版スタッフ      |                          |                                                                         |                    |
| プロデューサー        | プロデューサー           | 熊谷国雄                                                                |                    |
| 演出                  | 演出                     | 小林守夫                                                                | 清水洋史           |
| 翻訳                  | 翻訳                     | 佐藤一公                                                                | 佐藤一公           |
| 制作                  | 制作                     | 東北新社 TBS                                                            | 東北新社           |
| 初回放送 ソフト発売日 | 初回放送 ソフト発売日    | 1980年2月11日 『月曜ロードショー』                                      | 2003年12月27日発売 |

- ソフト版：『THE BRONSON DVD-BOX VOL.1』に初収録。当初はTBS版をベースにブロンソンの声だけ大塚周夫に差し替える予定だったが、TV版の転用料や大塚の声に入れ替える作業に膨大な費用がかかることから新録することになった[6][7][8][9][10]。

## スタッフ
- 監督：トム・グライス
- 製作：ジェリー・ガーシュウィン
- 製作総指揮：エリオット・カストナー
- 原作・脚本：アリステア・マクリーン
- 撮影：ルシアン・バラード
- 音楽：ジェリー・ゴールドスミス
- 美術：タンビ・ラーセン
- 編集：バイロン・ブランド
- 日本語字幕：飯嶋永昭